# Фернли, Алан
Алан Фернли (англ. Alan Fearnley; род. 1942[…], Йоркшир) — британский художник, мастер автомобильной живописи; является ведущим транспортным художником Великобритании.

## Биография
Алан Фернли родился в 1942 году в Йоркшире и обучался в художественном колледже Батли (Batley College of Art). После колледжа он несколько лет трудился в качестве иллюстратора на коммерческой студии, после чего начал работать самостоятельно. В 1974 году Фернли стал членом общества гильдии авиационных художников, он был удостоен премией B.A.C. Trophy и Quantas Trophy за произведения, посвященные авиации. Чуть позже Фернли вступил в гильдию художников железнодорожных и королевское общество маринистов. Но важным источником творчества для Алана Фернли на протяжении следующих двадцати пяти лет стали классические и спортивные автомобили. Им создано более ста картин на эту тему, более 70 000 копий его работ реализовано по всему миру, выпущено три книги, посвящённые творчеству Фернли. Основную часть своих картин художник рисует в стиле импрессионизма, применяя масляные и акриловые краски. Позже, самые известные его холсты стали началом для принтов, плакатов, альбомов, календарей.
Алан Фернли является одним из передовых художников, рисующих на автомобильную тему. Его картины хранятся в лучших частных собраниях, а персональные выставки непременно показываются в Монако, в дни проведения Гран-при Формулы 1. Сувенирная продукция, произведенная по мотивам картин Алана Фернли, с автографами гонщиков и руководителей команд — желанное приобретение любителей автоспорта. Руководство Mercedes-Benz заинтересовалось картинами Фернли, позже компания выпустила специально изданный альбом его работ для своих клиентов. В разное время вышли серии произведений художника, посвященные гоночным автомобилям Scuderia Ferrari, в том числе портрет Энцо Феррари, и гонкам в Ле Манне.

## Дополнительная информация

Обложка студийного альбома «Auberge».

Одна из картин Фернли снискала особенную известность, став обложкой для одиннадцатого студийного альбома Криса Ри «Auberge». На картине представлен автомобиль «Caterham Super Seven» («Голубая семёрка»), обладателем которой был сам поп-музыкант и который можно видеть в одноименном клипе.

## Труды
- «The Railway Paintings of Alan Fearnley» (1987)
- «The Classic Car Paintings of Alan Fearnley» (2001)
- «The Automotive Art of Alan Fearnley» (2007)